# Frankrikes Grand Prix 2022
Frankrikes Grand Prix 2022, officiellt Formula 1 Lenovo Grand Prix De France 2022, var ett Formel 1-lopp som kördes den 24 juli 2022 på Circuit Paul Ricard i Le Castellet i Frankrike. Loppet var det tolfte loppet ingående i Formel 1-säsongen 2022 och kördes över 53 varv.

## Ställning i mästerskapet före loppet
| Pos. | Förare            | Poäng |
| ---- | ----------------- | ----- |
| 1 ▬  | Max Verstappen    | 208   |
| 2 ▬  | Charles Leclerc   | 170   |
| 3 ▬  | Sergio Pérez      | 151   |
| 4 ▬  | Carlos Sainz, Jr. | 133   |
| 5 ▬  | George Russell    | 128   |

| Pos. | Konstruktör      | Poäng |
| ---- | ---------------- | ----- |
| 1 ▬  | Red Bull         | 359   |
| 2 ▬  | Ferrari          | 303   |
| 3 ▬  | Mercedes         | 237   |
| 4 ▬  | McLaren-Mercedes | 81    |
| 4 ▬  | Alpine-Renault   | 81    |

- Notering: Endast de fem bästa placeringarna i vardera mästerskap finns med på listorna.

## Kvalet
I kvalet var Charles Leclerc för Ferrari snabbast följt av de två Redbullförarna Max Verstappen och Sergio Perez.
| Pos.                    | Nr. | Förare           | Konstruktör           | Kvaltider | Kvaltider | Kvaltider | Start- grid |
| Pos.                    | Nr. | Förare           | Konstruktör           | Q1        | Q2        | Q3        | Start- grid |
| ----------------------- | --- | ---------------- | --------------------- | --------- | --------- | --------- | ----------- |
| 1                       | 16  | Charles Leclerc  | Ferrari               | 1:31.727  | 1:31.216  | 1:30.872  | 1           |
| 2                       | 1   | Max Verstappen   | Red Bull Racing-RBPT  | 1:31.891  | 1:31.990  | 1:31.176  | 2           |
| 3                       | 11  | Sergio Pérez     | Red Bull Racing-RBPT  | 1:32.354  | 1:32.120  | 1:31.335  | 3           |
| 4                       | 44  | Lewis Hamilton   | Mercedes              | 1:33.041  | 1:32.274  | 1:31.765  | 4           |
| 5                       | 4   | Lando Norris     | McLaren-Mercedes      | 1:32.672  | 1:32.777  | 1:32.032  | 5           |
| 6                       | 63  | George Russell   | Mercedes              | 1:33.109  | 1:32.633  | 1:32.131  | 6           |
| 7                       | 14  | Fernando Alonso  | Alpine-Renault        | 1:32.819  | 1:32.631  | 1:32.552  | 7           |
| 8                       | 22  | Yuki Tsunoda     | AlphaTauri-RBPT       | 1:33.394  | 1:32.836  | 1:32.780  | 8           |
| 9                       | 55  | Carlos Sainz Jr. | Ferrari               | 1:32.297  | 1:31.081  | No time   | 191         |
| 10                      | 20  | Kevin Magnussen  | Haas-Ferrari          | 1:32.756  | 1:32.649  | No time   | 201         |
| 11                      | 3   | Daniel Ricciardo | McLaren-Mercedes      | 1:33.404  | 1:32.922  | N/A       | 9           |
| 12                      | 31  | Esteban Ocon     | Alpine-Renault        | 1:33.346  | 1:33.048  | N/A       | 10          |
| 13                      | 77  | Valtteri Bottas  | Alfa Romeo-Ferrari    | 1:33.034  | 1:33.052  | N/A       | 11          |
| 14                      | 5   | Sebastian Vettel | Aston Martin-Mercedes | 1:33.285  | 1:33.276  | N/A       | 12          |
| 15                      | 23  | Alexander Albon  | Williams-Mercedes     | 1:33.423  | 1:33.307  | N/A       | 13          |
| 16                      | 10  | Pierre Gasly     | AlphaTauri-RBPT       | 1:33.4392 | N/A       | N/A       | 14          |
| 17                      | 18  | Lance Stroll     | Aston Martin-Mercedes | 1:33.4392 | N/A       | N/A       | 15          |
| 18                      | 24  | Zhou Guanyu      | Alfa Romeo-Ferrari    | 1:33.674  | N/A       | N/A       | 16          |
| 19                      | 47  | Mick Schumacher  | Haas-Ferrari          | 1:33.701  | N/A       | N/A       | 17          |
| 20                      | 6   | Nicholas Latifi  | Williams-Mercedes     | 1:33.794  | N/A       | N/A       | 18          |
| 107 %-gränsen: 1:38.148 |     |                  |                       |           |           |           |             |
| Källor:                 |     |                  |                       |           |           |           |             |

Notes
- ^1  – Carlos Sainz Jr. och Kevin Magnussen var tvungna att starta längst bak på griden för att ha överskridit kvoten av motönheter.[5]
- ^2  – Pierre Gasly och Lance Stroll satte identiska tider i Q1. Gasly fick starta före Stroll för att han satte tiden först.[3]

## Loppet
Max Verstappen vann loppet, på andraplats kom Lewis Hamilton medan George Russell kom trea.
| Pos.                                                           | Nr. | Förare           | Konstruktör           | Varv | Tid/Bröt        | Grid | Poäng |
| -------------------------------------------------------------- | --- | ---------------- | --------------------- | ---- | --------------- | ---- | ----- |
| 1                                                              | 1   | Max Verstappen   | Red Bull Racing-RBPT  | 53   | 1:30:02.112     | 2    | 25    |
| 2                                                              | 44  | Lewis Hamilton   | Mercedes              | 53   | +10.587         | 4    | 18    |
| 3                                                              | 63  | George Russell   | Mercedes              | 53   | +16.495         | 6    | 15    |
| 4                                                              | 11  | Sergio Pérez     | Red Bull Racing-RBPT  | 53   | +17.310         | 3    | 12    |
| 5                                                              | 55  | Carlos Sainz Jr. | Ferrari               | 53   | +28.872         | 19   | 111   |
| 6                                                              | 14  | Fernando Alonso  | Alpine-Renault        | 53   | +42.879         | 7    | 8     |
| 7                                                              | 4   | Lando Norris     | McLaren-Mercedes      | 53   | +52.026         | 5    | 6     |
| 8                                                              | 31  | Esteban Ocon     | Alpine-Renault        | 53   | +56.959         | 10   | 4     |
| 9                                                              | 3   | Daniel Ricciardo | McLaren-Mercedes      | 53   | +1:00.372       | 9    | 2     |
| 10                                                             | 18  | Lance Stroll     | Aston Martin-Mercedes | 53   | +1:02.549       | 15   | 1     |
| 11                                                             | 5   | Sebastian Vettel | Aston Martin-Mercedes | 53   | +1:04.494       | 12   |       |
| 12                                                             | 10  | Pierre Gasly     | AlphaTauri-RBPT       | 53   | +1:05.448       | 14   |       |
| 13                                                             | 23  | Alexander Albon  | Williams-Mercedes     | 53   | +1:08.565       | 13   |       |
| 14                                                             | 77  | Valtteri Bottas  | Alfa Romeo-Ferrari    | 53   | +1:16.666       | 11   |       |
| 15                                                             | 47  | Mick Schumacher  | Haas-Ferrari          | 53   | +1:20.394       | 17   |       |
| 162                                                            | 24  | Zhou Guanyu      | Alfa Romeo-Ferrari    | 47   | Power unit2     | 16   |       |
| Ret                                                            | 6   | Nicholas Latifi  | Williams-Mercedes     | 40   | Kollisionsskada | 18   |       |
| Ret                                                            | 20  | Kevin Magnussen  | Haas-Ferrari          | 37   | Kollisionsskada | 20   |       |
| Ret                                                            | 16  | Charles Leclerc  | Ferrari               | 17   | Olycka          | 1    |       |
| Ret                                                            | 22  | Yuki Tsunoda     | AlphaTauri-RBPT       | 17   | Underrede       | 8    |       |
| Snabbaste varv: Carlos Sainz Jr. (Ferrari) – 1:35.781 (lap 51) |     |                  |                       |      |                 |      |       |
| Källor:                                                        |     |                  |                       |      |                 |      |       |

Noter
- ^1  – Inkluderar en extra poäng för snabbaste varv.[7]
- ^2  – Zhou Guanyu klassificerades eftersom han kört färdigt mer än 90% av racedistansen.[6] Han fick även fem sekunders bestraffning för att ha orsakat en kollision med Mick Schumacher. Hans slutgiltiga position påverkades inte av bestraffningen.[6]

## Ställning i mästerskapet efter loppet
| Pos. | Förare            | Poäng |
| ---- | ----------------- | ----- |
| 1 ▬  | Max Verstappen    | 233   |
| 2 ▬  | Charles Leclerc   | 170   |
| 3 ▬  | Sergio Pérez      | 163   |
| 4 ▬  | Carlos Sainz, Jr. | 144   |
| 5 ▬  | George Russell    | 143   |

| Pos.  | Konstruktör      | Poäng |
| ----- | ---------------- | ----- |
| 1 ▬   | Red Bull         | 396   |
| 2 ▬   | Ferrari          | 314   |
| 3 ▬   | Mercedes         | 270   |
| 4 ▲ 1 | Alpine-Renault   | 93    |
| 5 ▼ 1 | McLaren-Mercedes | 89    |

- Notering: Endast de fem bästa placeringarna i vardera mästerskap finns med på listorna.